# Maryna Kres
Maryna Kres (biał. Марына Крэс; ur. 23 sierpnia 1980 w Mińsku) – białoruska koszykarka, występująca na pozycji środkowej.

## Osiągnięcia
Na podstawie, o ile nie zaznaczono inaczej.
Klubowe
- Mistrzyni:
  - Eurocup (2009)
  - Polski (2006)
  - Rosji (2001)
  - Białorusi (1997–1999, 2015)
  - Rumunii (2018)
- Wicemistrzyni:
  - Polski (2005)
  - Białorusi (2014, 2016)
- Brązowa medalistka mistrzostw Białorusi (2013, 2019)
- Zdobywczyni pucharu:
  - Polski (2006)
  - Rumunii (2018)
  - Prezydenta Turcji (2008)
- Finalistka pucharu:
  - Polski (2005)
  - Turcji (2009)
- 3. miejsce w Eurolidze (2004)

Indywidualne
- Liderka PLKK w[2]:
  - punktach (2003)
  - zbiórkach (2003)
  - skuteczności rzutów za 3 punkty (2006)

Reprezentacja
- Brązowa medalistka mistrzostw Europy (2007)
- Uczestniczka:
  - mistrzostw Europy (2007, 2009 – 4. miejsce, 2011 – 9. miejsce, 2013 – 5. miejsce)
  - igrzysk olimpijskich (2008 – 6. miejsce)
  - mistrzostw świata (2010 – 4. miejsce)